# Горецки, Виола
Виола Горецки (нем. Viola Goretzki; род. 23 ноября 1956, Цвиккау, Карл-Маркс-Штадт), в замужестве Ландфойгт (нем. Landvoigt) — немецкая гребчиха, выступавшая за сборную ГДР по академической гребле в середине 1970-х годов. Чемпионка летних Олимпийских игр в Монреале, чемпионка мира, победительница многих регат национального и международного значения.

## Биография
Виола Горецки родилась 23 ноября 1956 года в городе Цвиккау, ГДР. Проходила подготовку в Потсдаме в спортивном клубе «Динамо Потсдам».
Впервые заявила о себе в гребле в 1972 году, одержав победу в двух дисциплинах на Спартакиаде ГДР.
Первого серьёзного успеха на взрослом международном уровне добилась в сезоне 1975 года, когда вошла в основной состав восточногерманской национальной сборной и побывала на чемпионате мира в Ноттингеме, откуда привезла награду золотого достоинства, выигранную в зачёте распашных рулевых восьмёрок.
Благодаря череде удачных выступлений удостоилась права защищать честь страны на летних Олимпийских играх 1976 года в Монреале — совместно с Илоной Рихтер, Кристиане Кнеч, Бригитте Аренхольц, Моникой Каллис, Хенриеттой Эберт, Хельмой Леман, Ириной Мюллер и рулевой Мариной Вильке обошла всех соперниц в программе женских восьмёрок, завоевав тем самым золотую олимпийскую медаль. За это выдающееся достижение по итогам сезона была награждена орденом «За заслуги перед Отечеством» в серебре.
Вскоре по окончании монреальской Олимпиады вышла замуж и приняла решение завершить спортивную карьеру. Впоследствии работала учителем истории и немецкого языка.
Её муж Бернд Ландфойгт, деверь Йорг Ландфойгт и племянник Ике Ландфойгт тоже занимались академической греблей, неоднократно принимали участие в крупнейших международных регатах.